# رباعي فلوروبورات الصوديوم
رباعي فلوروبورات الصوديوم هو مركب كيميائي له الصيغة NaBF4، ويكون على شكل بلورات شفافة عديمة اللون.

## الخواص
- ينحل مركب رباعي فلوروبورات الصوديوم بشكل جيد جداً بالماء (حوالي 105 غ / 100 مل ماء)، إلا أنه ضعيف الانحلال بالإيثانول.
- يمتاز بأن له ثباتية عالية، حيث يتفكك بدءاً من 384°س.

## التحضير
يحضر رباعي فلوروبورات الصوديوم من تفاعل فلوريد الصوديوم مع ثلاثي فلوريد البورون
كما يمكن أن يحضر من تفاعل تعديل حمض رباعي فلورو البور بهيدروكسيد الصوديوم

## الاستخدامات
- يستخدم لمعالجة الخشب للتجهيز ضد الحريق.
- يستخدم في تقنيات لحام المعادن.